# Địa Tam Tiên

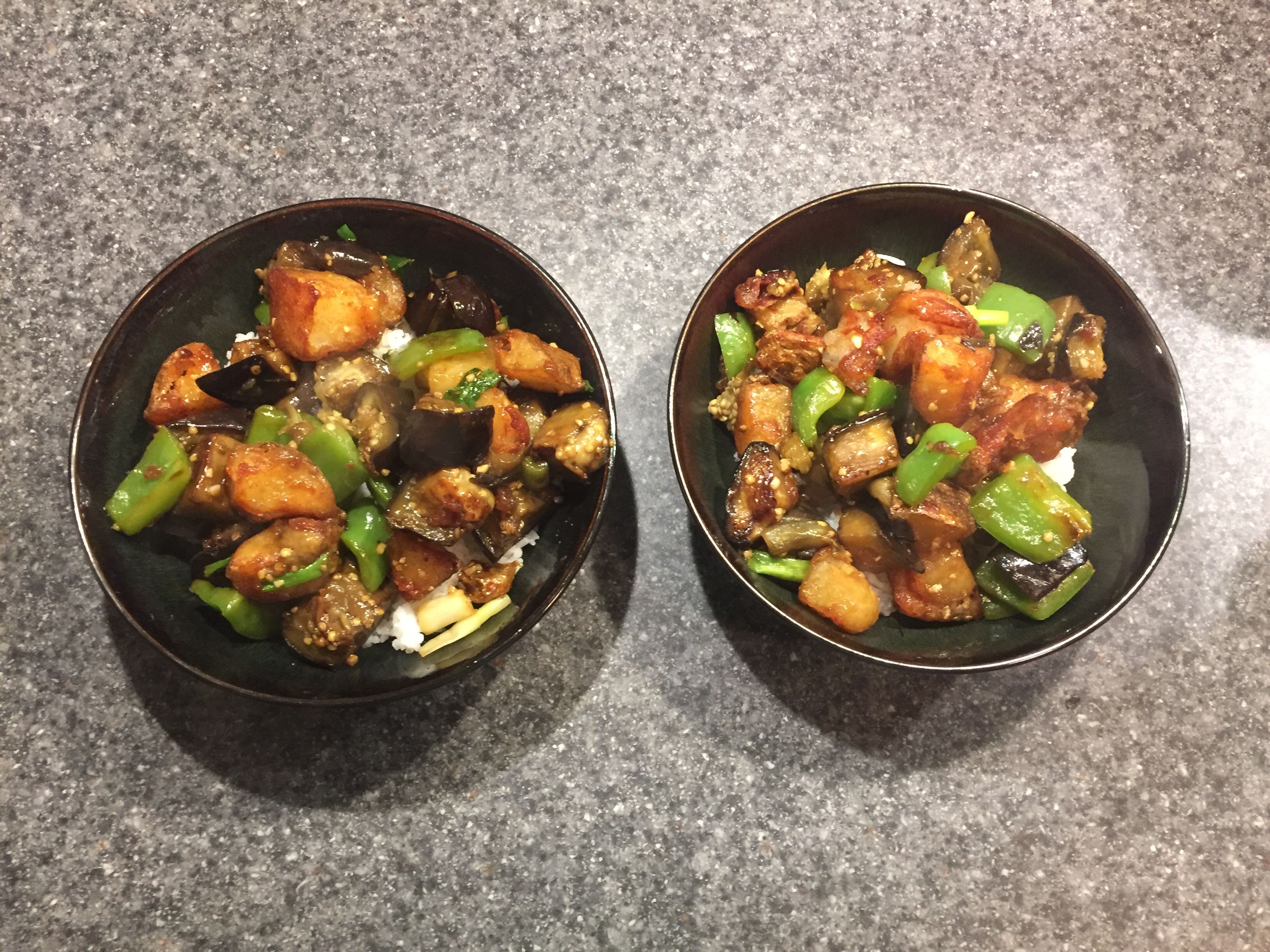

Địa Tam Tiên  ( tiếng Trung: 地三鲜; bính âm: Dì sān xiān ) là một món ăn Trung Quốc được làm từ khoai tây, cà tím và ớt chuông xào. Các thành phần khác có thể bao gồm tỏi, hành lá, v.v. Cái tên này có nghĩa là "ba báu vật của trái đất" bởi vì nó bao gồm ba thành phần chính được liệt kê ở trên. Nó là một món ăn phổ biến ở miền bắc Trung Quốc.

## Nguyên liệu
| 1 củ khoai tây    | 1 quả cà tím       |
| 1 quả ớt xanh     | 3 nhánh tỏi        |
| 1 ít hành lá      | 2 lát gừng         |
| 2 thìa nước tương | 1 thìa dầu hào     |
| 1/2 thìa đường    | 1 thìa bột ngọt    |
| 5 thìa nước       | 1 thìa cà phê muối |

## Lưu ý khi nấu
1. Cà tím rất dễ thấm dầu nên khi chiên cà tím cần cho lượng dầu nhiều hơn và để dầu ở nhiệt độ cao hơn.
2. Sau khi cắt khoai tây và cà tím, không nên rửa lại bằng nước sạch, tránh lúc chiên khoai tây và cà tím dầu nóng bắn ra gây bỏng tay khi chiên.
3. Hạt tiêu xanh để lâu sẽ bị đổi màu, sau khi chiên xong bạn đổ vào nồi trộn đều với các viên cà tím cho ráo dầu.
4. Món ăn này được chế biến bằng cách chiên ngập dầu, khi ăn có nhiều dầu và dễ bị ngấy. Để món ăn thành phẩm thơm ngon và không bị dầu mỡ, bạn có thể bỏ qua bước chiên chỉ cần cho khoai tây, ớt và cà tím vào nồi xào là được.

## Lời khuyên sức khỏe
Khi đi ăn ở nhà hàng Trung Quốc, nhiều người thích gọi món Địa Tam Tiên, Đậu que xào… Tuy nhiên, các chuyên gia dinh dưỡng chỉ ra rằng ngay cả món rau củ lành mạnh cũng trở nên không tốt cho sức khỏe sau khi “Chiên Nhập dầu”. Địa Tam Tiên, Đậu que , Cà tím xào dầu mặc dù là một món ăn thực vật nhưng một khi chiên qua dầu thì có lượng calo cao hơn thịt.
Nguyên liệu chính của món Địa Tam Tiên là khoai tây, cà tím và ớt xanh. Sau khi chiên ở nhiệt độ cao, khoai tây sẽ sinh ra chất gây ung thư như acrylamide, cà tím rất giàu vitamin P và ức chế keratin, có thể làm giảm mỡ trong máu khi ăn thường xuyên, nhưng lại có khả năng siêu hút dầu, cà tím sau khi chiên thì sẽ chứa rất nhiều dầu. Ớt chuông: Sau khi ớt chuông được “rửa tội” trong chảo rán, vitamin C gần như cạn kiệt.
Món đậu que xào dường như không liên quan gì đến dầu mà phần lớn là chiên ngập dầu. Đậu que khô tẩm dầu không chỉ vượt quá tiêu chuẩn về lượng calo mà còn tiềm ẩn nguy cơ mất an toàn. Nếu đậu không được nấu chín kỹ có thể gây ngộ độc thực phẩm . Khi chiên, đậu có thể bị cháy bên ngoài và sống bên trong.
Các chuyên gia dinh dưỡng nhắc nhở khi gọi món từ rau củ, bạn nên tuân thủ nguyên tắc “hai bớt hai thêm” - ít dầu, ít muối; chọn nhiều món theo mùa, nhiều món nguội, hầm hấp, v.v.